# St. Peter (Nohra)

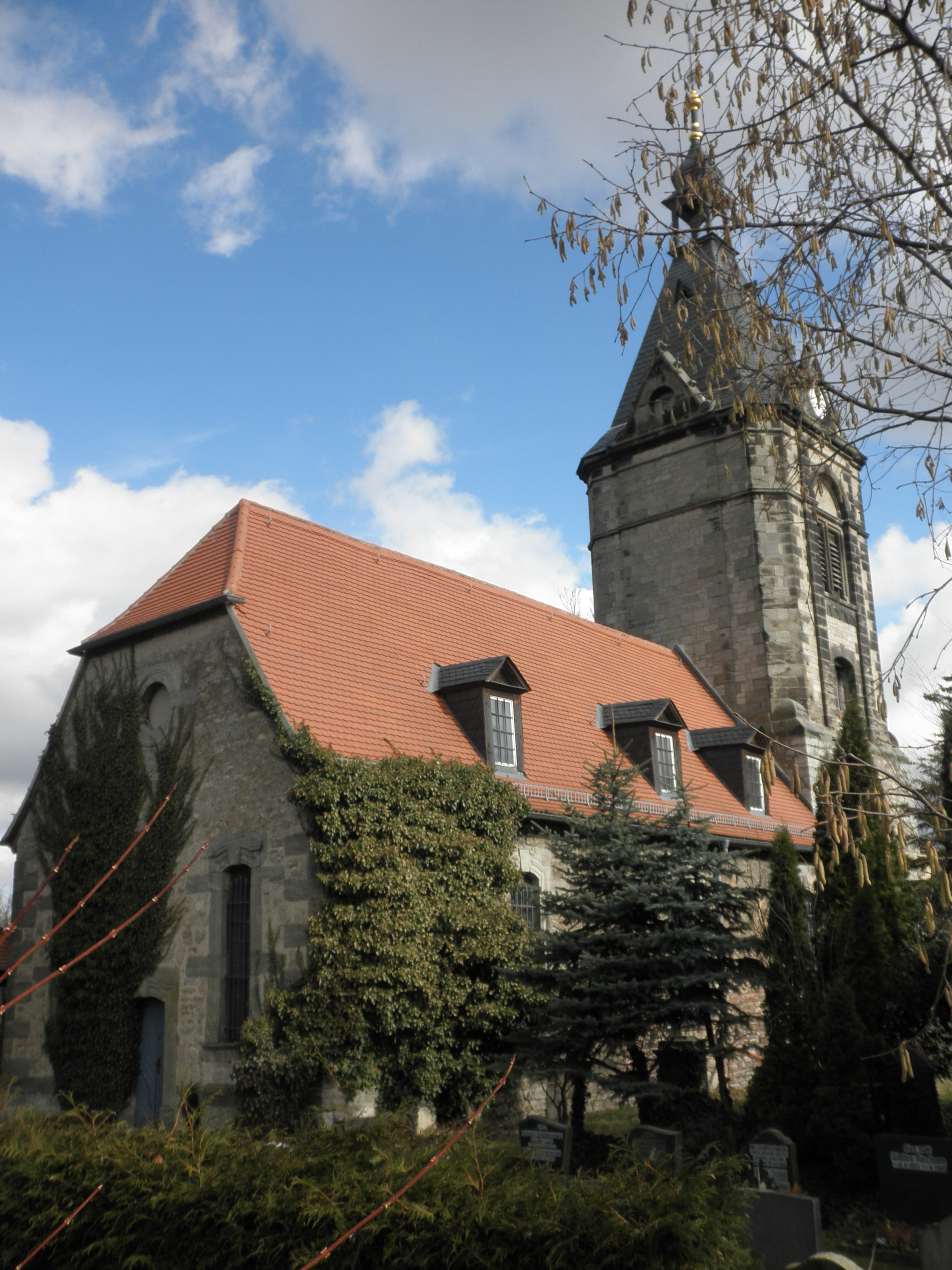
Kirche St. Peter, Nohra

Die Dorfkirche St. Peter steht in Nohra im Landkreis Weimarer Land in Thüringen. Die Kirchengemeinde gehört zum Kirchengemeindeverband Niederzimmern im Kirchenkreis Weimar der Evangelischen Kirche in Mitteldeutschland.

## Lage

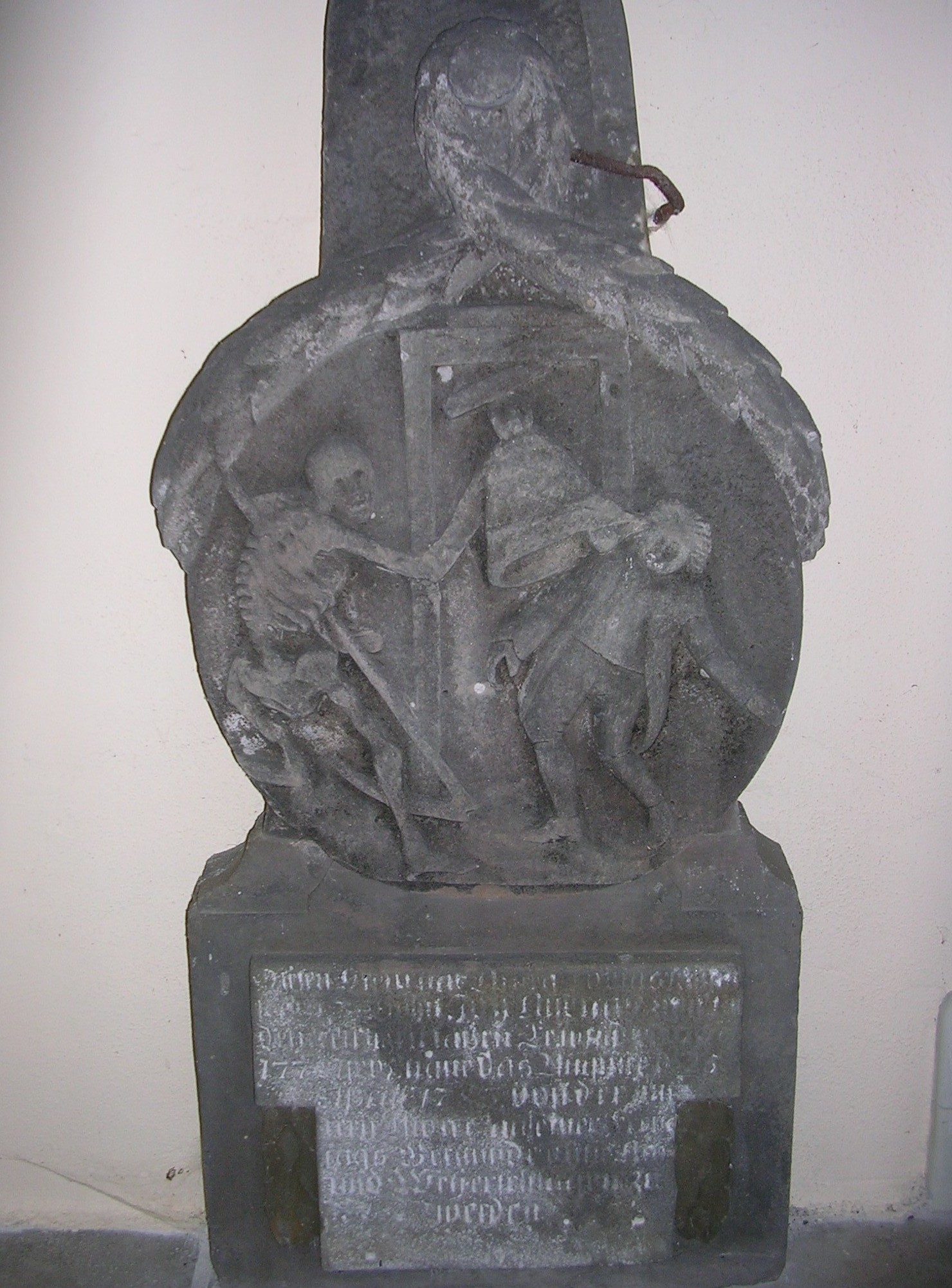
Grabstein des 1783 tödlich verunglückten Jungen

Die evangelische Kirche liegt im südlichen Gebiet des Dorfes, hinter dem ehemaligen Schulgebäude und dem Pfarrhaus.

## Geschichte
1217 wurde die Kirche erstmals urkundlich erwähnt, als man den Brüdern der früheren Allerheiligenkirche zu Erfurt in der Kirche zu Nohra das Taufrecht übertrug. Im 14. Jahrhundert übergaben die Burggrafen von Kirchberg dem Kloster Berka das Patronat.
Die romanische Chorturmkirche wurde 1392 umgebaut, dabei erhielt der Chor ein rippenloses Kreuzgewölbe und Sakramentsnischen.
Im Barock (1708) wurden Kirchenschiff und Turm erneuert. Kurz nach 1770 wurden diese Arbeiten mit neuen Glocken abgeschlossen, doch ein Brand im Jahre 1788 machte eine Erneuerung des Kirchenschiffes nötig. Ein Blitzeinschlag im Turm am 31. Juli 1892 zerstörte Teile der Kirche. Kirchturm und Tonne, Kanzelaltar sowie das Kirchenschiff wurden erneuert. Dabei erhielt die Kirche ihren hohen und markanten Turm.

## Ausstattung
Auf einem Grabstein ist die Todesursache des 1783 verstorbenen Jungen Andreas Kühn, der als Elfjähriger von einer Glocke erschlagen wurde, in naiver Weise dargestellt.

## Orgel

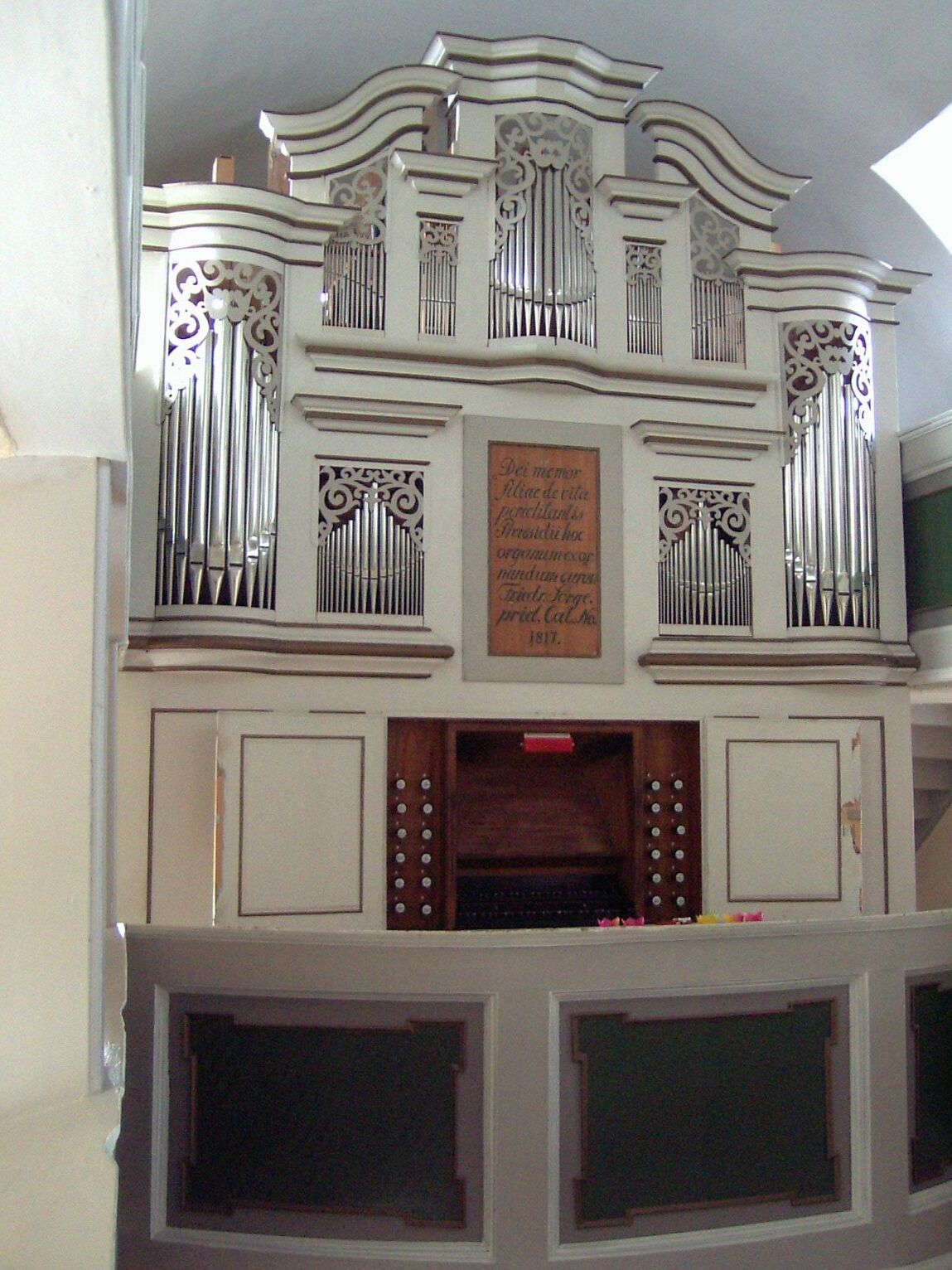
Die Kummer-Orgel

1774 wurde die barocke Orgel von der Orgelbaufirma Kummer (Dachwig) eingebaut und 1817 anlässlich des Reformationsjubiläums erweitert. Diese Erweiterung stiftete Friedrich Sorge. Hierauf verweist eine Holzinschrift an der Orgel. So entstand eine „Kummer und Sorge“-Orgel. Das Instrument hat mechanische Trakturen und 20 Register auf zwei Manualen und Pedal.

## Glocken
Im Turm läuten zwei Eisenhartgussglocken der Firma Schilling & Lattermann (Apolda und Morgenröthe) aus dem Jahr 1958 sowie eine 1892 in der Glockengießerei der Gebrüder Ulrich in Apolda von Heinrich Ulrich gegossene Bronzeglocke. Letztere ersetzt die durch einen Blitz zerstörte Bronzeglocke aus dem Jahr 1772, die mit dem Chronogramm ihrer Inschrift: /GERMANIA INSIGNI ANNONIAE TRIENNIS ET NECIS ATROCITATE DIVINITVS LIBERATA/ mit dem beinhaltenden Chronogramm [1713] auf eine dreijährige Hungersnot verwies.

## Trivia
Die Lutherrose im Ortswappen von Nohra erinnert daran, dass Martin Luther am 5. April 1521 auf dem Weg zum Reichstag nach Worms mit 40 Pferden und seinen Mitreisenden das Territorium des Dorfes streifte.